# 比拉霍塔山 (伊圖瓦塔區)
14°01′46″S 70°16′31″W / 14.02944°S 70.27528°W
比拉霍塔山（Vilajota），是秘魯的山峰，位於該國東南部普諾大區，由卡拉瓦亞省的伊圖瓦塔區負責管轄，屬於卡利亞瓦亞山脈的一部分，海拔高度5,198米。